# Kumily
Kumily är en ort i Indien.   Den ligger i distriktet Idukki och delstaten Kerala, i den södra delen av landet, 2 100 km söder om huvudstaden New Delhi. Kumily ligger 1 132 meter över havet och antalet invånare är 30 276.
Terrängen runt Kumily är kuperad. Runt Kumily är det ganska tätbefolkat, med 149 invånare per kvadratkilometer. Närmaste större samhälle är Gudalur, 14,6 km öster om Kumily. I omgivningarna runt Kumily växer i huvudsak städsegrön lövskog.